# Kråkmo (Nordland)

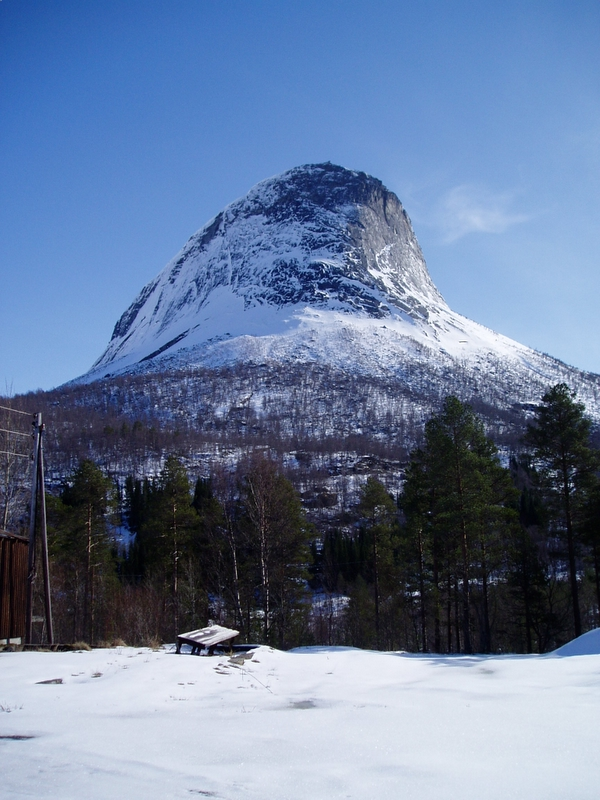
Kråkmotinden, Kråkmo, Hamarøy, Nordland, Norwegen

Kråkmo ist ein Weiler an der Europastraße E6, der zur Gemeinde Hamarøy in Nordland in Norwegen gehört.
Kråkmo liegt am Südende des Sees Fjerdvatnet, auch Kråkmovatnet genannt. Dort gibt es ein Straßencafé.
Der Ort war von der Mitte des 18. Jahrhunderts an kaum noch besiedelt.
Knut Hamsun schrieb hier unter anderem 1915 den Roman Die Stadt Segelfoss (norwegisch Segelfoss by).
Die Straßen am Kråkmofjell sind besonders steil. Lastwagen mit Anhängern stecken dort im Winter oft fest. Vom Gipfel des 916 Meter hohen Kråkmotind (deutsch: Kråkmo-Berg) hat man gute Sicht auf Sagvassdalen und das innere Hamarøy mit Gaskačokka und Tilttårnet. In Kråkmo fiel im Januar 1964 514 mm Niederschlag, ein Rekord in diesem Landesteil.

## Kråkmo-Raub
Der Kråkmoraub (norwegisch Kråkmoranet) ist die norwegische Bezeichnung für einen geplanten Raubüberfall, der durch Gegenmaßnahmen der Polizei in Kråkmo am 6. September 1996 verhindert wurde. Zwei mit Gewehren bewaffnete schwedische Staatsbürger hatten einen Raubüberfall auf einen Geldtransporter am Kråkmofjellet in Hamarøy (nördlich von Fauske) geplant. Durch die polizeiliche Zusammenarbeit von schwedischen und norwegischen Behörden konnte der Überfall vereitelt werden. Die Beredskapstroppen, eine Spezialeinheit der norwegischen Polizei, führte eine bewaffnete Aktion gegen die zwei Räuber durch, bei der beide in Kråkmo ergriffen wurden. Die Polizei erschoss einen der Räuber, als dieser zu flüchten versuchte. Dies führte in Norwegen zu einer öffentlichen Debatte über den richtigen Einsatz und die Anwendung von Schusswaffen durch Polizei- und Sicherheitskräfte. Nach Meinung einiger Experten hätte der später getötete flüchtige Räuber auch ohne den Gebrauch von Schusswaffen gestellt werden können.